# 光敏感性
光敏感性又称光敏性、感光性、感光度，是分子或细胞吸收特定波长光子后，吸收的光能导致其结构、功能发生改变的特性。
在医学中，一般称光敏感，特指光线作用于皮肤所引起的异常反应。按其作用机制可分为光毒性反应和光变应性反应两类。
此外，哺乳類動物眼睛當中的光敏神經節細胞是一種單獨的光感細胞分類，與視覺功能中的感光細胞不同。